# Röhnberg
Koordinaten: 50° 53′ 6″ N, 10° 49′ 32″ O

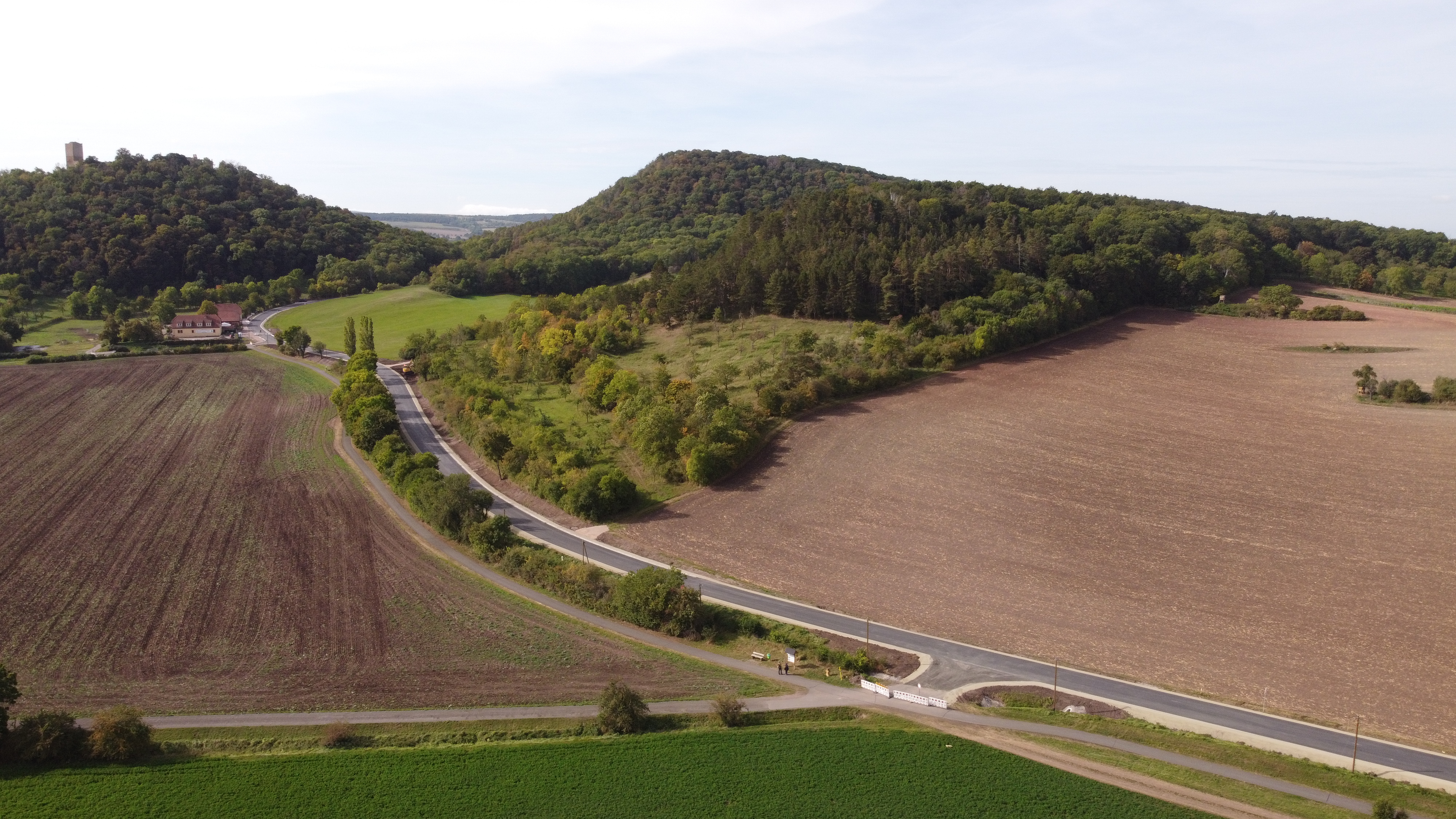
Naturschutzgebiet Röhnberg

Das Naturschutzgebiet Röhnberg liegt auf dem Gebiet der Landgemeinde Drei Gleichen im Landkreis Gotha in Thüringen. Es erstreckt sich südwestlich von Wandersleben, einem Ortsteil von Drei Gleichen. Die Landesstraße L 2163 führt im östlichen Bereich durch das Gebiet hindurch. Südlich des Gebietes verläuft die A 4, südwestlich verläuft die L 1045. Westlich erstreckt sich die 39 ha große Talsperre Wechmar.

## Bedeutung
Das 222,7 ha große Gebiet mit der NSG-Nr. 332 wurde im Jahr 1997 unter Naturschutz gestellt.